# Eickener Straße 157 (Mönchengladbach)

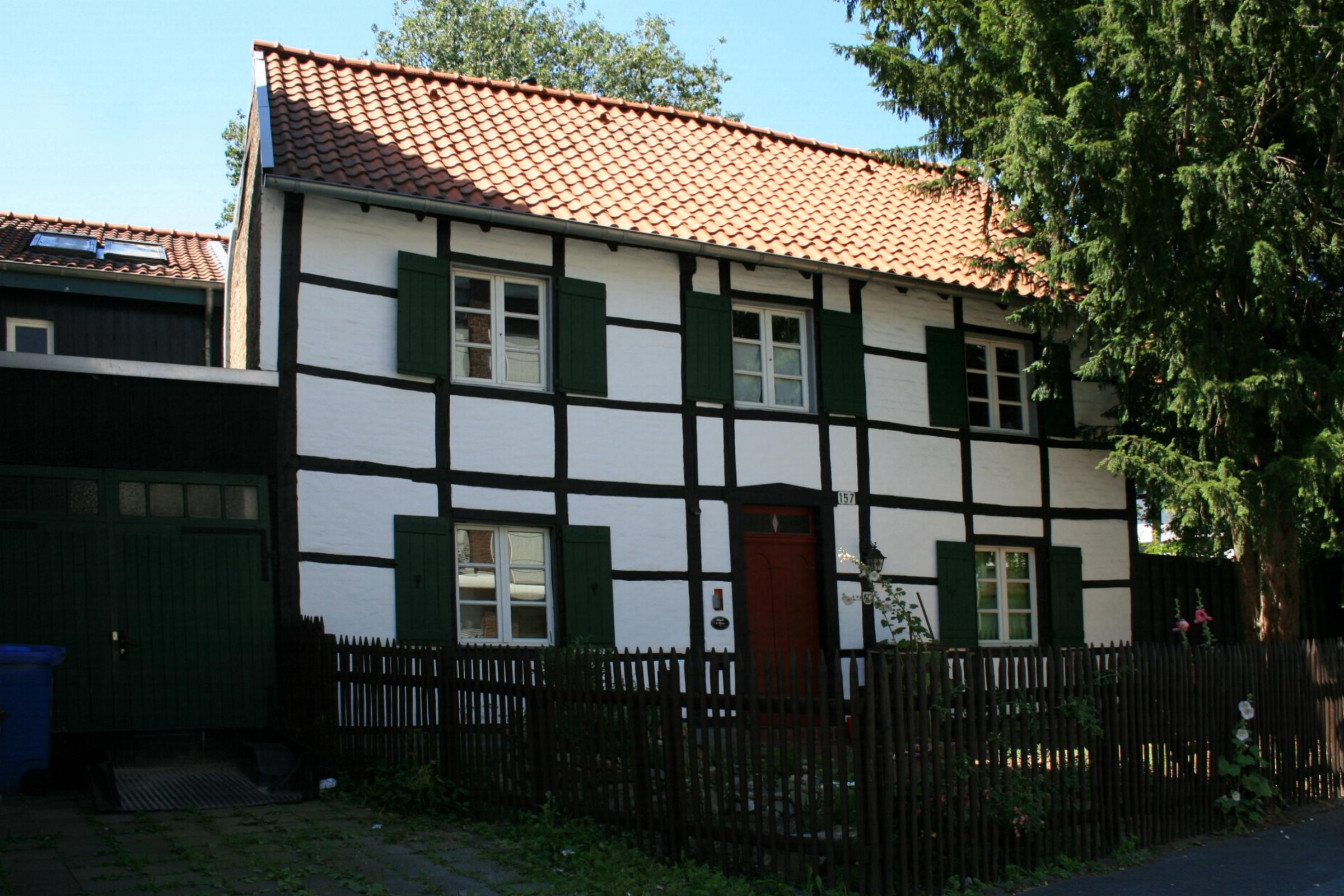
Fachwerkhaus (2010)

Das Fachwerkhaus Eickener Straße 157 steht im Stadtteil Eicken in Mönchengladbach (Nordrhein-Westfalen).
Das Haus wurde 1786 erbaut. Es ist unter Nr. E 009 am 15. Dezember 1987 in die Denkmalliste der Stadt Mönchengladbach eingetragen worden.

## Architektur
Zusammen mit dem Nachbarhaus Nr. 163 – einer ehemaligen Hofanlage – bildet das Haus Nr. 157 den Überrest der ursprünglichen dörflichen Bebauung des Siedlungskerns von Eicken. Das traufständige zweigeschossige Fachwerkhaus stammt  aus dem 18. Jahrhundert, angeblich 1786. Das in Hohlziegeln gedeckte Satteldach ist auf der Rückseite bis auf das Erdgeschoss abgeschleppt. Die Straßenseite des quer aufgeschlossenen Hauses ist symmetrisch in sieben Gefachen gestaltet, die Erschließung des Gebäudes findet von der Mitte her statt.